# Paul Kupperberg

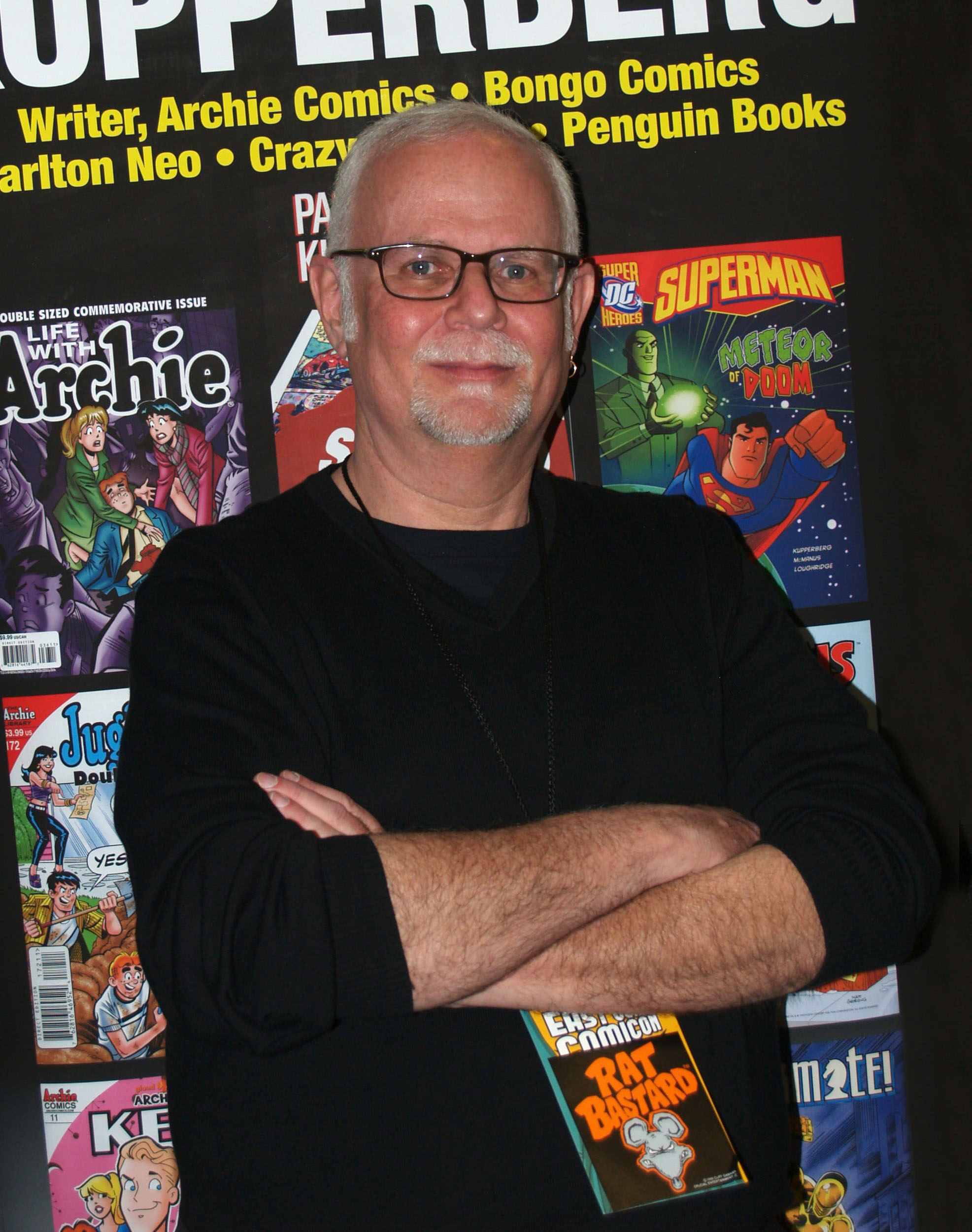
Paul Kupperberg (2015)

Paul Howard Kupperberg (* 14. Juni 1955 in Brooklyn, New York City) ist ein US-amerikanischer Comicautor und Verlagsredakteur.

## Leben und Wirken
Kupperberg begann Mitte der 1970er Jahre, als hauptberuflicher Comicautor zu arbeiten, nachdem er zwischen 1971 und 1973 bereits als Redakteur an verschiedenen Fanzeitschriften wie The Comic Reader (1971–1973) und Etcetera (1972–1973) mitgewirkt hatte.
Gemeinsam mit seinem Freund und Kollegen Paul Levitz arbeitete Kupperberg ab Mitte der 1970er Jahre als Redakteur und Autor für den Comicverlag DC-Comics. In den knapp zwölf Jahren, in denen Kupperberg zwischen 1974 und 1986 für DC tätig war, schrieb er hauptsächlich für die von Chefredakteur Julius Schwartz edierten Serien um den Superhelden Superman (Action Comics, Superman, Supergirl und Superboy). Daneben rief er die Serien Arion Lord of Atlantis (1981–1985) und Checkmate! (1988–1992) ins Leben, für die er nicht nur die Handlungsprämissen und Hauptfiguren ersann, sondern die er auch über weite Strecken als Hauptautor betreute. Seine bekannteste Arbeit in den 1980er Jahren war die Comicadaption der Spielzeugreihe um He-Man und Masters of the Universe.
Weitere DC-Serien, für die Kupperberg in den 1970er und 1980er Jahren Geschichten beisteuerte, waren Doom Patrol, Vigilante, Green Lantern, The Brave and the Bold, Showcase, Superman Family, House of Mystery, Weird War Tales, Justice League of America, Ghosts, Aquaman und Adventure Comics. Miniserien, die aus der Feder Kupperbergs stammen, sind unter anderem The World of Krypton (1979), Phantom Stranger (1987), Power Girl, Peacemaker und Super Powers. Für amerikanische Tageszeitungen schrieb er von 1981 bis 1985 die Superman-Comicstrips und von 1990 bis 1991 die Tom-und-Jerry-Comicstrips.
Für Marvel textete er einige Ausgaben der Serien Star Trek und Savage Sword of Conan sowie einige Filmparodien in der Zeitschrift Marvel’s Crazy Magazine. In den 1990er Jahren schuf Kupperberg die Science-Fiction-Serie Takion, die in dem von Jack Kirby geschaffenen Fourth-World-Szenario angesiedelt ist.
Als Buchautor verfasste Kupperberg Comic-basierte Nachschlagewerke wie The Atlas to the DC Universe (1992) und The Doom Patrol Sourcebook (1993), die Spider-Man-Romane Crome Campaign (1979) und Murdermoon (1979) sowie den Roman JSA: Ragnarok. Für die Kurzgeschichtensammlung Mehr Abenteuer von Batman (Further Adventures of Batman) steuerte Kupperberg ebenso Geschichten bei wie für Fear Itself (1995) und Superheroes.
Ab 2003 hat Kupperberg verschiedene Sachbücher für junge Leser vorgelegt: Spy Satellites, The Tragedy of the Titanic, Astronaut Biographies: John Glenn, Critical Perspectives on the Great Depression, The Nature of Disease, Edwin Hubble and the Big Bang, The History of the New York Colony, Rodeo Clowns, Origins of the Action Heroes: Spider-Man, Cutting Edge Careers in Robotics und In the News: Hurricanes.
Zwischen 1991 und 2006 beaufsichtigte Kupperberg als leitender Redakteur Serien wie The Flash, Wonder Woman, Darkstars, Jack Kirby’s Fourth World, Impulse und Peter Cannon Thunderbolt. Hinzu kamen redaktionelle Aufgaben als leitender Editor von DCs Buchabteilung, für die er solche Werke wie die Romanfassung von Marv Wolfmans Crisis on Infinite Earths betreute sowie verschiedene Buchwerke der Humorzeitschrift Mad, drei Green-Lantern-Romane von Christopher Priest, Mike Baron und Mike Ahn sowie zahllose Malbücher, Bastelbücher und Bücher mit illustrierten Kurzgeschichten.
2006 verließ Kupperberg DC-Comics, um als leitender Redakteur für die satirische Zeitschrift Weekly World News zu arbeiten.
Sein Bruder Alan Kupperberg ist ebenfalls als Comicautor tätig.